# Росарио, Омар
Омар Антонио Росарио Гарсия (исп. Omar Antonio Rosario Garcia или просто Омар Росарио (исп. Omar Rosario); 15 января 1998, Кагуас, Пуэрто-Рико) — пуэрто-риканский боксёр-профессионал.
Победитель (2017, 2018) и серебряный призёр (2016) чемпионата Пуэрто-Рико среди любителей.

## Любительская карьера
Начал заниматься боксом с 7 лет. Первым тренером Росарио был Мигель Котто-старший, отец известного пуэрто-риканского боксёра Мигеля Котто.
Тренировался у Джо Сантьяго.
В феврале 2013 года стал чемпионом Пуэрто-Рико среди юниоров в легчайшем весе (до 57 кг).
В феврале 2016 года стал чемпионом Пуэрто-Рико среди юношей в 1-м полусреднем весе (до 64 кг).

### Чемпионат Пуэрто-Рико 2016
Выступал в 1-м полусреднем весе (до 64 кг). В четвертьфинале победил Хавьера Переса. В полуфинале победил Хадиеля Моралеса. В финале проиграл Лемуэлю Классу.

### Чемпионат Пуэрто-Рико 2017
Выступал в 1-м полусреднем весе (до 64 кг). В 1/8 финала победил Габриэля Гонсалеса. В четвертьфинале победил Адриана Мартинеса. В полуфинале победил Стивена Руидиаса. В финале победил Лемуэля Класса.

### Чемпионат Пуэрто-Рико 2018
Выступал в 1-м полусреднем весе (до 64 кг). В четвертьфинале победил Хонатана Осорио. В полуфинале победил Анхеля Марреро. В финале победил Кристиана Баррето.

### Игры Центральной Америки и Карибского бассейна 2018
Выступал в 1-м полусреднем весе (до 64 кг). В четвертьфинале проиграл кубинцу Энди Крусу.

## Профессиональная карьера
Планировал выступить на Олимпиаде 2020, но турнир был перенесён из-за пандемии COVID-19. В связи с этим, в мае 2020 года, принял решение перейти в профессионалы.
Подписал контракт с менеджером Тимом ВанНьюхаусом (Split-T Management).
В августе 2020 года подписал контракт с промоутерской компанией Top Rank Promotions.
Дебютировал на профессиональном ринге 21 августа 2020 года. Одержал победу по очкам.

## Статистика боёв
В таблице перечислены результаты всех поединков боксёров.
В каждой строке указан результат поединка. Дополнительно номер поединка обозначен цветом, который обозначает итог поединка. Расшифровка обозначений и цветов представлена в нижеследующей таблице.
| Пример | Расшифровка                     |
| ------ | ------------------------------- |
|        | Победа                          |
|        | Ничья                           |
|        | Поражение                       |
|        | Планируемый поединок            |
|        | Поединок признан несостоявшимся |
| КО     | Нокаут                          |
| ТКО    | Технический нокаут              |
| PTS    | Решение судей (по очкам)        |
| UD     | Единогласное решение судей      |
| MD     | Решение большинства судей       |
| SD     | Раздельное решение судей        |
| RTD    | Отказ от продолжения боя        |
| DQ     | Дисквалификация                 |
| NC     | Поединок признан несостоявшимся |

| Бой | Дата            | Соперник                               | Место проведения                                         | Результат | Примечание                    |
| --- | --------------- | -------------------------------------- | -------------------------------------------------------- | --------- | ----------------------------- |
| 15  | 11 октября 2024 | Элайджа Флорес (8-0)                   | Coliseo Roger L. Mendoza, Кагуас, Пуэрто-Рико            | UD8 (8)   | Счёт: 73-79 и 75-77 (дважды). |
| 14  | 29 июня 2024    | Вильфридо Буэльвас (24-19)             | Cancha Ruben Zayas Montanez, Трухильо-Альто, Пуэрто-Рико | KO2 (6)   |                               |
| 13  | 24 февраля 2024 | Альберто Канделария (5-3-2)            | Coliseo Samuel Rodriguez, Агуас-Буэнас, Пуэрто-Рико      | UD6 (6)   | Счёт: 60-54 (все).            |
| 12  | 4 ноября 2023   | Анхель Ребольяр (7-3)                  | Tahoe Blue Event Center, Невада, США                     | UD8 (8)   | Счёт: 74-78 (все).            |
| 11  | 10 июня 2023    | Хан Карлос Ривера (8-1)                | Мэдисон-сквер-гарден, Нью-Йорк, штат Нью-Йорк, США       | UD8 (8)   |                               |
| 10  | 22 марта 2023   | Зак Хилл (3-3)                         | Whitesands Events Center, Плант-Сити, Флорида, США       | KO1 (6)   |                               |
| 9   | 19 ноября 2022  | Брайан Исмаэль Родригес Ривера (4-0-1) | Cancha Ruben Zayas Montanez, Трухильо-Альто, Пуэрто-Рико | UD6 (6)   | Счёт: 60-54 (все).            |
| 8   | 13 августа 2022 | Эстебан Муньос (6-1)                   | Resorts World Las Vegas, Лас-Вегас, Невада, США          | UD6 (6)   | Счёт: 58-56 (все).            |
| 7   | 11 июня 2022    | Хулио Роса (4-0)                       | Мэдисон-сквер-гарден, Нью-Йорк, штат Нью-Йорк, США       | UD6 (6)   | Счёт: 59-55 и 60-54 (дважды). |
| 6   | 15 января 2022  | Риквон Батлер (4-1)                    | Turning Stone Resort Casino, Верона, Нью-Йорк, США       | UD6 (6)   | Счёт: 58-55 и 59-54 (дважды). |
| 5   | 27 августа 2021 | Марк Мисиура (2-0)                     | Whitesands Events Center, Плант-Сити, Флорида, США       | UD4 (4)   | Счёт: 40-36 (все).            |
| 4   | 19 июня 2021    | Уилфред Мариано (3-0)                  | Virgin Hotels Las Vegas, Лас-Вегас, Невада, США          | TKO4 (4)  |                               |
| 3   | 20 февраля 2021 | Уриэль Вильянуэва (1-0)                | The Bubble, MGM Grand, Лас-Вегас, Невада, США            | KO2 (4)   |                               |
| 2   | 2 октября 2020  | Мэтт Гаверс (1-4-1)                    | Osceola Heritage Park, Киссимми, Флорида, США            | PTS4 (4)  |                               |
| 1   | 21 августа 2020 | Солон Стейли (1-4-1)                   | Osceola Heritage Park, Киссимми, Флорида, США            | UD4 (4)   |                               |
| Бой | Дата            | Соперник                               | Место проведения                                         | Результат | Примечание                    |

## Титулы и достижения

### Любительские
- 2013  Чемпион Пуэрто-Рико среди юниоров в легчайшем весе (до 57 кг).
- 2016  Чемпион Пуэрто-Рико среди юношей в 1-м полусреднем весе (до 64 кг).
- 2016  Серебряный призёр чемпионата Пуэрто-Рико в 1-м полусреднем весе (до 64 кг).
- 2017  Чемпион Пуэрто-Рико в 1-м полусреднем весе (до 64 кг).
- 2018  Чемпион Пуэрто-Рико в 1-м полусреднем весе (до 64 кг).